# Купонная доходность
Купонная доходность — это доходность капитала, который был вложен в облигации.

## Описание
Есть два типа купонной доходности — текущая и полная. Купонную доходность определяют процентным соотношением купонного дохода и капитала, который был вложен. Текущая доходность показывает доходность облигации для держателя после того, как облигация была приобретена. При текущей доходности не учитываются доходы или потери, которые можно получить или понести когда облигация продается или погашается. Под полной доходностью для держателя облигации подразумеваются все источники дохода: купонный доход, доход или потери при манипуляциях с облигацией.
Если номинал облигации равен 1000 долларов, а купонная доходность составляет 10 %, это означает, что эмитент обязан выплачивать каждый год владельцу облигации 100 долларов. После оплаты последнего купона выплачивается номинальная стоимость облигации.
Величина купонной доходности зависит от нескольких факторов: надежности эмитента и срока облигационного займа. Купонная доходность задается при эмиссии облигации. Существуют риски, связанные со сроком погашения облигации, и чем срок дольше, тем больше должна быть норма доходности. При фиксированной ставке, купонная доходность изначально известна и не меняется на протяжении всего срока обращения.
При доходности облигации очень важным показателем считается надежность эмитента. Этот показатель определяет кредитный рейтинг облигации. Самым надежным заемщиком считается государство.